# The Little Gypsy
The Little Gypsy er en amerikansk stumfilm fra 1915 af Oscar Apfel.

## Medvirkende
- Dorothy Bernard - Babbie
- Thurlow Bergen - Gavin
- Raymond Murray
- W. J. Herbert
- Bradley Barker